# Clot de l'Abeller
El Clot de l'Abeller és un clot -petita vall molt tancada- del municipi de Castell de Mur, al Pallars Jussà, a l'antic terme de Mur, en terres del poble de Vilamolat de Mur.
Està situat a prop i al costat sud-est del nucli del poble, al sud de lo Tancat Nou i al nord de la Planta de Josep. Les seves aigües van a parar a la llau del Clot del Roure.